# Curechiu
Curechiu – wieś w Rumunii, w okręgu Hunedoara, w gminie Bucureșci. W 2011 roku liczyła 336 mieszkańców.